# Chariesthes maublanci
Chariesthes maublanci là một loài bọ cánh cứng trong họ Cerambycidae.